# 林彰洋
林彰洋（1987年5月7日—），日本職業足球員，司職守門員，現效力日乙球隊仙台維加泰，前日本國家足球隊成員。

## 早期生涯
林彰洋从幼儿园时期开始接触足球。2001年，在中學一年级时，林彰洋通过了柏雷素爾青梅青少年梯队的选拔，又由于很讨厌门将这个位置，所以在梯队训练时经常兼任门将和其他位置的球员。
2003年在中學毕业后，由于想通过自己的力量帮助球队实现参加全国高等學校足球錦標賽的资格，因此林彰洋被此前没有全国高等學校足球锦标赛参赛经历的流通经济大学附属柏高等学校录取并进入该校校队。
2005年，林彰洋作为流通经济大学附属柏高等學校的主力门将，帮助球队获得全国高等学校足球锦标赛千叶县大会的冠军及全国高等學校足球锦标赛的正赛资格。
2006年，林彰洋进入流通经济大学学习。2007年，林彰洋帮助流通经济大学足球部获得第31回总理大臣杯全日本大学足球锦标赛冠军，并作为大学二年级生首次入选日本成年国家队名单。
2008年3月，林彰洋未能通过法甲联赛球队梅斯足球俱乐部的试训。林彰洋也参加了鹿岛鹿角、广岛三箭、京都不死鸟的试训，并有多家日职联赛球队对林彰洋抱有兴趣。

## 俱樂部生涯
2009年9月3日，林彰洋与英冠球队普利茅夫签约，但因未获得英国劳工证，故此在2009-2010年赛季并未得到出场机会。
2010年6月，林彰洋由普利茅夫转会至比丙球队奧林匹克沙勒羅瓦。9月12日，林彰洋在比丙联赛第五轮的比赛中换下受伤的主力门将乔纳森·波东替补上场，完成联赛首秀。但是在右手腕两度负伤之后，林彰洋失去了第一门将的位置。在2010-2011年赛季中，林彰洋在比丙联赛共出场10次。
2011年，因ROC沙勒罗瓦陷入财政危机，林彰洋决定在赛季结束后归国。在2011-2012年赛季中，林彰洋在比丙联赛中未得到出场机会。
2012年2月，经大学时代的恩师、时任清水心跳守门员教练迪多·哈维纳尔的介绍，林彰洋参加了日职联赛球队清水心跳试训。
2012年2月15日，林彰洋正式与清水心跳签约。3月10日，林彰洋替代同位置的山本海人，成为清水心跳的首发门将在日职联赛开幕战中出场，完成了联赛首秀。
2013年，林彰洋从联赛开幕战开始连续首发出场，直到联赛第12轮清水心跳对阵FC东京的比赛之后，因清水心跳近4场比赛3败的低迷战绩，林彰洋此后被安排在替补席上。而同队门将栉引政敏则由此开始逐渐取代林彰洋的主力位置，成为清水心跳新的第一门将。
2013年8月，林彰洋被租借至守门员全部负伤的鸟栖砂岩 。在日職联赛的后半赛季，林彰洋与新加入球队的后卫菊地直哉一同重建了鸟栖砂岩的后防，在自己出场的13场联赛中只被对手打进11粒进球，帮助鸟栖砂岩摆脱了降级的命运。在2013年賽季中，林彰洋共出场联赛27次，其中有20场比赛零封对手。
2014年，林彰洋由清水心跳正式转会至鸟栖砂岩 。在2014年賽季中，林彰洋打满全部比赛，其中有14场联赛零封对手。
2015年7月11日，林彰洋在联赛第二阶段第1轮鸟栖砂岩对阵柏雷素爾的比赛中右大腿内转筋拉伤，因此休养了一个月的时间。8月16日，林彰洋在联赛第二阶段鸟栖砂岩对阵山形山神的比赛中完成了自己的日职联赛100场出场记录。在2015年賽季中，林彰洋共出场联赛23次，其中有8场比赛零封对手。
在2016年賽季中，林彰洋代表鸟栖砂岩共出场联赛34次，其中有11场联赛零封对手。
2016年12月30日，林彰洋由鸟栖砂岩转会至FC東京。
2017年4月8日，林彰洋在联赛第6轮FC东京对阵札幌冈萨多的比赛中完成了自己的日职联赛150场出场纪录。在2017年賽季中，林彰洋共出场联赛27次，其中10场联赛零封对手；联赛杯8次，其中有5场比赛零封对手。
2018年11月10日，林彰洋在联赛第32轮FC东京对阵磐田喜悦的比赛中完成了自己的日职联赛200场比赛出场纪录。

## 國家隊生涯
2006年，在流通经济大学读书的林彰洋入选日本国青队，并作为球队的主力门将征战2006年亚足联U-19锦标赛 。11月9日，在亚青赛半决赛日本对阵南韩的比赛中，林彰洋在点球大战中扑出崔哲淳的点球，从而帮助日本国青队以常规时间2：2（点球大战3：2）的比分战胜南韩国青队，闯入该届亚青赛的决赛。11月12日，在亚青赛决赛日本对阵北韩的比赛中，林彰洋首发出场，但最终日本在点球大战中以3：5的比分负于朝鲜，获得了该届赛事的亚军。
2007年，林彰洋以大学生的身份入选伊维卡·奥西姆执教的日本国家足球队，成为1990年以来日本国家队的又一位大学生国脚。同年，林彰洋入选日本U20足球代表队并作为主力门将参加加拿大2007年國際足總U-20世界杯，帮助日本进入该项赛事的16强。
2009年，林彰洋入选日本大学生国家队大名单，并作为主力门将帮助球队获得了2009年夏季世界大学运动会足球项目的铜牌。
2012年4月，林彰洋首次入选日本国家足球队的集训名单。6月14日，林彰洋入选日本23岁以下足球代表队伦敦奥运会的超龄球员名单，但后因清水心跳对此持有反对意见，因此林彰洋被日本足协由超龄球员名单移至后备名单。
2014年8月，林彰洋入选日本国家足球队的麒麟盃比赛的大名单，但未能出场。
2015年至2017年，林彰洋多次入选日本国家足球队世界杯亞洲區外圍賽12强赛大名单，但仅作为第三门将未能出场。

## 個人生活
因为曾在法甲球队梅斯足球俱乐部受训，林彰洋学习过法语和英语。因前东家鸟栖砂岩主教练马西莫·菲卡登蒂是意大利人，故林彰洋又自学了一年意大利语。又因FC东京的守门员教练是加泰罗尼亚人，故林彰洋正在自学西班牙语。
2016年3月23日，林彰洋在博客上宣布与模特广村美美结婚。2017年2月16日，林彰洋的第一个女儿诞生。

## 技術特點
林彰洋的过人之处，在于会优先重视对手更加危险的任意球配合，这种策略多为欧洲足坛的守门员才会采取的策略，而林彰洋毫无疑问也在用与欧洲门将同样的思维进行比赛。

## 外部連結
- 林彰洋 – FIFA國際賽競賽紀錄 (存檔)
- 林彰洋的X（前Twitter）
- 林彰洋的Instagram帳戶
- 林彰洋オフィシャルブログ （页面存档备份，存于） - LINE (2015/12/24 - )